# Leontyna Halpertowa

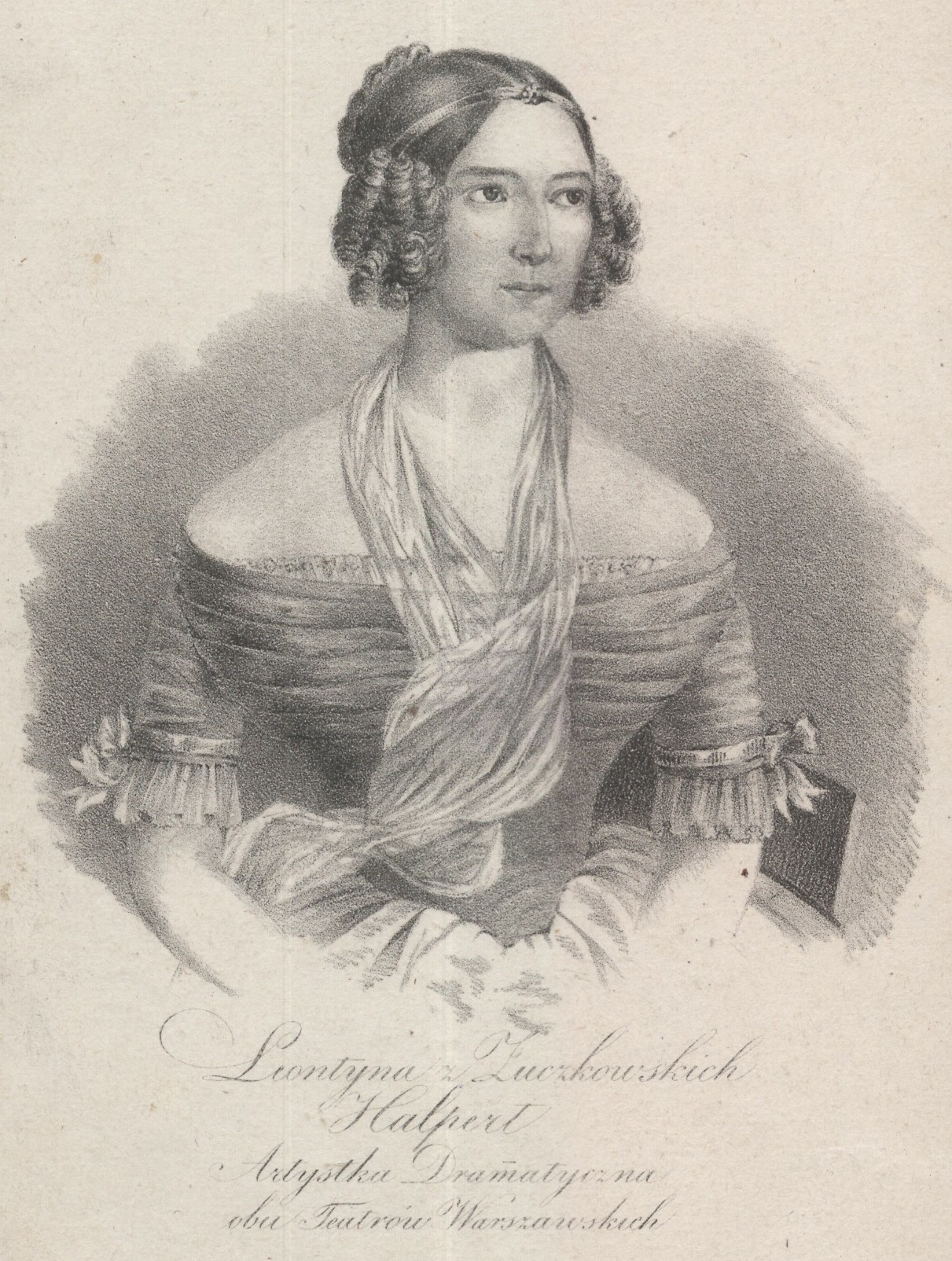
Leontyna Halpertowa na litografii Seweryna Oleszczyńskiego (1839)

Leontyna Halpertowa właściwie Eleonora Halpertowa z Żuczkowskich (ur. 14 kwietnia 1803 w Puławach, zm. 19 marca 1895 w Warszawie) – polska aktorka teatralna, tłumaczka.

## Życiorys
Debiutowała w Warszawie w 1821 roku. Po 2 latach przerwy powróciła na scenę warszawską i wzięła udział pod kierunkiem Bonawentury Kudlicza udział w występach gościnnych w Płocku, Poznaniu i Kaliszu. W latach (1824–1851) występowała w zespole dramatycznym w Warszawskich Teatrów Rządowych. Uczyła w tamtejszej Szkole Dramatycznej. Aktorstwa pod jej okiem uczyła się m.in. Zofia Noiret. 
Była aktorką o ogromnej skali talentu, zyskując sławę najwybitniejszej w tym czasie w Polsce. Grywała role komiczne i tragiczne. Przekazywała swym następcom mistrzowsko opanowaną sztukę recytacji. Uważano ją za jedną z najpiękniejszych kobiet epoki. Zasłynęła, tłumacząc dla teatru polskiego sztuki z języka francuskiego. Wprowadziła do teatru polskiego reformę dykcji teatralnej w kierunku prostoty.
Została pochowana w podziemiach kościoła św. Karola Boromeusza na cmentarzu Powązkowskim.

## Główne role
- Sabiny w „Horacjuszach” Corneille’a;
- Cecylii w „Panna mężatka” Józefa Korzeniowskiego;
- „Mirandolina” - rola tytułowa w sztuce Carlo Goldoniego;
- Rity w „Ricie Hiszapance” Desnoyersa, Boule i Cabota de Bouin;
- Elwiry w komedii „Mąż i żona” Aleksandra Fredry;
- Wiardy w komedii „Precjoza” Wolfa:
- Fedry w tragedii Racine’a;
- Szimeny w „Cydzie” Corneille’a;
- Joanny w „Dziewicy Orleańskiej” Friedricha Schillera;
- Hermiony w tragedii „Andromacha” Racine’a;
- Barbary Radziwiłłównej w tragedii Felińskiego.